# 허브 매킨리
허버트 헨리 ("허브") 매킨리(Herbert Henry ("Herb") McKenley, 1922년 7월 10일 ~ 2007년 11월 26일)는 자메이카의 전 육상 선수로 1952년 헬싱키 올림픽 1600m 릴레이 우승자이다.
클래렌던 플리전트 밸리에서 태어나 미국으로 건너가 일리노이 대학교 어배너-섐페인에 입학하였다. 거기서 1946년과 1947년 NCAA 선수권 대회 220 야드와 440 야드를 우승하였다. 또한 AAU 440 야드 우승(1945, 1947, 1948)을 하기도 했고, 1947년 3개의 최고 기록들을 세웠다 - 10.3초(100m), 20.4초(200m), 46.2초(400m). 그는 이 세 종목들에서 활약한 단 하나의 육상 선수였다.
1948년 런던 올림픽이 열리기 전에 440 야드에서 46.0초의 세계 신기록을 세우고, 1달 후에 자신이 45.9초로 깼다. 올림픽에서는 400m에서 동료 아서 윈트에게 밀려 2위를 하고, 200m에서는 4위로 들어왔다. 1600m 릴레이에서는 윈트의 근육이 당겨져 메달을 놓치고 말았다.
1951년 부에노스아이레스에서 열린 팬아메리칸 게임에서 3개의 동메달(100m, 200m, 400m)을 획득하였다.
헬싱키 올림픽에서 100m와 400m 2위를 하고, 릴레이에서 자메이카 팀이 우승하는 데 도움을 주어 결국 금메달 획득에 성공하였다.
은퇴 후, 자메이카 국가 대표 팀의 코치(1954~73)를 맡았고, 자메이카 아마추어 육상 연맹의 회장을 지내기도 하였다. 육상에 기여한 공로로 2004년 자메이카 메리트 훈장이 수여되었다.
85세의 나이로 서인도 제도 대학교 병원에서 사망하였는 데, 사망의 원인은 폐렴의 여병이었다.